# Венгерский национальный музей

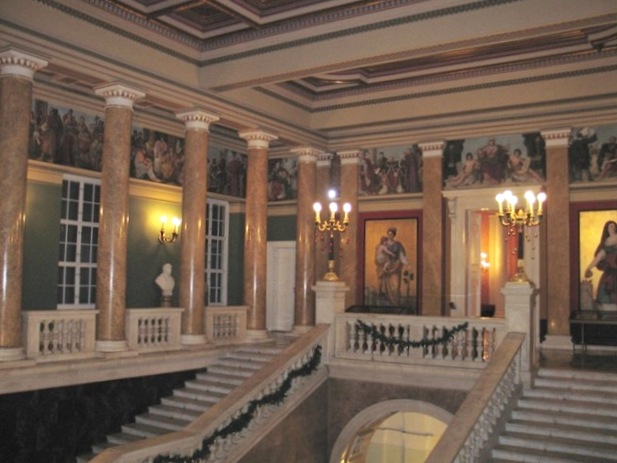
Интерьер Венгерского национального музея

Венгерский национальный музей (венг. Magyar Nemzeti Múzeum) — один из главных музеев Будапешта, посвящён истории и искусству Венгрии. Размещается в величественном здании с колоннами, созданном по проекту Михая Поллака. В оформлении интерьеров музея принимали участие Карой Лотц и Мор Тан. На ступенях этого здания в 1848 году поэт Шандор Петёфи призвал народ к революции, прочитав свою «Национальную песню».
Музей был основан в 1802 году на основе коллекции монет, книг и рукописей графа Ференца Сеченьи, а в настоящее время фонды музея насчитывают более миллиона различных экспонатов.
Постоянные выставки Венгерского национального музея охватывают историю Венгрии с момента основания государства до 1990-х годов. В лапидарии вниманию посетителей представлена коллекция камней римского периода и другие археологические находки. Средневековый период и эпоху турецкого нашествия в Венгрии иллюстрируют королевские регалии, предметы средневекового быта, ювелирные изделия, коллекция монет и оружия. В экспозиции зала, посвящённого революции 1848—1849 годов, представлены палатка командующего турецкой армией и великолепные инкрустированные ренессансные столы одной из церквей северо-восточной части Венгрии. Зал истории XX века привлекает внимание выставкой оружия времён двух мировых войн и коллекцией агитационных плакатов.
Отдельный зал музея посвящён королевской мантии, в которой короновался основатель венгерского государства король Иштван. Она выполнена из византийского шёлка с золотой вышивкой и украшена жемчугом. Святой Иштван подарил мантию церкви в 1031 году.
В портретной галерее музея представлено великолепное собрание портретов королей из династии Арпадов.
В музыкальной экспозиции Венгерского национального музея представлены клавикорд Моцарта, баритон Эстерхази, арфа Марии-Антуанетты, рояли Бетховена и Листа.